# Копани (Воронежская область)
Копани — хутор в Россошанском районе Воронежской области.
Входит в состав Лизиновского сельского поселения.

## Население
| 2010 |
| ---- |
| 33   |

## Улицы
На хуторе имеется одна улица — Лесная.